# Mary Critchett
Mary Critchett ou Maria Crichett ou Crickett ( ? -1729), est une pirate anglaise. Elle est l'une des quatre pirates connues de l'âge d'or de la piraterie, avec Anne Bonny, Mary Read et Rachel Wall.

## Éléments biographiques
Mary Critchett fait partie d'un groupe de prisonniers transportés d'Angleterre en Virginie à la fin de 1728, pour purger leur peine. Elle est accompagnée de cinq autres prévenus : Edmund Williams, George Caves, George Cole alias Sanders, Edward Edwards et Jeremiah Smith. Mary Crickett et Edmund Williams sont les chefs du groupe de pirates.
Le 12 mai 1729, ils s'échappent en maîtrisant l'équipage de deux hommes du sloop John et Elizabeth. Mary Critchett retient l'équipage dans la cale du navire, assise sur l'écoutille pour les empêcher de s'échapper. Malgré l'objection de Mary qui craint que les marins n'alertent les autorités, les deux hommes sont libérés quelques jours plus tard.
Les pirates naviguent dans la baie de Chesapeake mais avant de pouvoir attaquer d'autres navires, ils sont capturés par le HMS Shoreham du capitaine Long.
Renvoyés en Virginie, ils sont jugés en août 1729 à Williamsburg, reconnus coupables de piraterie et condamnés à la pendaison.